# Comuna Vela Luka, Dubrovnik-Neretva
Vela Luka este o comună în cantonul Dubrovnik-Neretva, Croația, având o populație de 4.137 de locuitori (2011).

## Demografie
Componența etnică a comunei Vela Luka
     Croați (96,98%)
     Necunoscut (0,39%)
     Neclasificat (1,28%)
Componența confesională a comunei Vela Luka
     Catolici (86,83%)
     Fără religie și atei (5,32%)
     Agnostici și sceptici (1,04%)
     Necunoscută (5,32%)
     Alte religii (1,5%)
Conform recensământului din 2011, comuna Vela Luka avea 4.137 de locuitori. Din punct de vedere etnic, majoritatea locuitorilor (96,98%) erau croați. Apartenența etnică nu este cunoscută în cazul a 0,39% din locuitori. Din punct de vedere confesional, majoritatea locuitorilor (86,83%) erau catolici, existând și minorități de persoane fără religie și atei (5,32%) și agnostici și sceptici (1,04%). Pentru 5,32% din locuitori nu este cunoscută apartenența confesională.